# HMPV
hMPV (skrót od ang. Human metapneumovirus, pol. ludzki metapneumowirus, łac. Metapneumowirus hominis) – wirus RNA z pojedynczą nicią o ujemnej polaryzacji ssRNA(−), należący do rodziny paramyksowirusów.

## Chorobotwórczość
Wirusem można się zarazić drogą kropelkową lub bezpośrednią. Wirus aktywny w czasie chłodnych pór roku. Atakuje drogi oddechowe. Na zarażenie wskazuje: katar, kaszel i niewielka gorączka. W groźniejszych przypadkach może dojść do zapalenia oskrzelików lub płuc.     
Wyizolowany po raz pierwszy w 2001 roku w Holandii przy użyciu techniki RAP-PCR. W 2016 roku był drugą najczęstszą po wirusie RSV przyczyną zapalenia dróg oddechowych u dzieci poniżej 5 roku życia w populacji amerykańskiej.